# Gilles Müller
Gilles Müller, född 9 maj 1983 i Leudelange, Luxemburg, är en luxemburgsk professionell tennisspelare. Han har varit professionell spelare på ATP-touren sedan 2001.

## Tenniskarriären
Müller har ännu inte vunnit någon ATP-titel men har varit i tre finaler på touren. Anmärkningsvärda resultat mot toppspelare är Müllers segrar över Andy Roddick i US Open 2005 och över Rafael Nadal i Wimbledon samma år. 
I 2008 års US Open skrällde han rejält. Då turneringen spelades var han bara rankad på 130:e plats, och blev därför han tvungen att ta sig igenom kvalturneringen innan han fick spela huvudturneringen. Väl där slog han Laurent Recouderc, Tommy Haas, Nicolas Almagro och den femteseedade ryssen Nikolaj Davydenko på sin väg till kvartsfinalen där han ställdes mot den regerande mästaren Roger Federer. Dock förlorade han där i tre raka set, varav två i tiebreak. Müller är blott den andra kvalspelaren i turneringens historia som har nått kvartsfinal.